# Persecución de rastafaris
La persecución de miembros del movimiento Rastafari, grupo que prosperó en Jamaica a principios de la década de los 30 y que veneran a Haile Selassie I como "Cristo en carácter de Rey de Reyes", ha sido continuo desde sus orígenes hasta hoy en día. La mayor causa de persecución en la actualidad es el uso espiritual del cannabis, planta ilegal en la mayor parte de países del mundo.
El primer rastafari juzgado por su creencia fue Leonard Howell en Jamaica en 1934, acusado de alzamiento contra la autoridad (sedición) por negarse a aceptar a Jorge V del Reino Unido como rey. Howel insistía en que él sería siempre y únicamente leal a Selassie I y a Etiopía. Fue juzgado culpable y sentenciado a varios años de cárcel.
Hacia la década de los 50, el mensaje rastafari del orgullo racial y la unidad había enervado a la clase dominante jamaicana y los enfrentamientos entre los rastafaris -pobres y negros- y la policía -de clase media, blancos y mulatos- eran muy frecuentes. Muchos rastafaris fueron golpeados y algunos asesinados, otros fueron humillados cortándoles los dreadlocks,(el cabello que se forma en guedejas, y que representan los votos de nazareato mencionado en el Antiguo Testamento de la Biblia, en Números 6). En 1954, la comuna Pinnacle (Comunidad del Pináculo) fue destruida por las autoridades del país.
Esta actitud de hostigamiento comenzó a cambiar cuando Selassie I visita Jamaica en abril de 1966, la popularización del movimiento a través de la música reggae y la fama -cercana al estatus de héroe- de Bob Marley, hicieron del Rastafarismo una creencia más respetable que en tiempos pasados.